# Davorin Beranič
Davorin Beranič, slovenski filolog in glasbeni zgodovinar, * 9. november 1879, Cirkovce, † 29. december 1923, Ptuj.

## Življenje in delo
Gimnazijo je 1901 končal v Mariboru, tam do februarja 1902 študiral bogoslovje, nato živel nekaj mesecev v Slovenskih Konjicah, bil v letih 1902–03 pri vojakih v Celovcu, nato do 1908 v Gradcu študiral klasično filologijo. Po končanem študiju je kot gimnazijski profesor služboval v Kranju do 1910, v Celju do 1920, in nazadnje na Ptuju. Skušal se je uveljaviti v svoji stroki, se živo zanimal za glasbo (od 1899 je bil v vseh krajih kjer je živel zborovodja pevskih zborov, v bogoslovju tudi organist), se ukvarjal z narodopisjem ter se še s posebno vnemo ukvarjal s čebelarstvom. Sodeloval je z raznimi slovenskimi časopisi ter med drugim objavil tudi razprave: O slovenski narodni glasbi (1910), Vrazovih zapiskih narodnih melodij /Stanko Vraz/ (1910), Katulova pesem LXVI /Katul/ (1912) in brošuro: Temelji modernega čebelarstva (Celje, 1922). Več drugih stvari je ostalo v rokopisu. 